# Zhu (Sun Xiu)
Kaiserin Zhu (朱皇后, Geburtsname unbekannt; † 265), formell Kaiserin Jing (景皇后), war eine Kaiserin der Wu-Dynastie zur Zeit der drei Reiche. Ihr Gemahl war Sun Xiu (Kaiser Jing), der dritte Kaiser der Wu-Dynastie.

## Familiärer Hintergrund und Heirat mit Sun Xiu
| Sun Quan 182–252 | Sun Quan 182–252 | Sun Quan 182–252 | Sun Quan 182–252 | Sun Quan 182–252 | Sun Quan 182–252 |  |  |                |                |                 |                 | Wang            | Wang            | Wang            | Wang            | Wang     | Wang     |          |          | Zhu Ju 194–250 | Zhu Ju 194–250 | Zhu Ju 194–250 | Zhu Ju 194–250 | Zhu Ju 194–250 | Zhu Ju 194–250 |           |           |         |         |  |  | Sun Xiaohu † 255 | Sun Xiaohu † 255 | Sun Xiaohu † 255 | Sun Xiaohu † 255 | Sun Xiaohu † 255 | Sun Xiaohu † 255 |
| Sun Quan 182–252 | Sun Quan 182–252 | Sun Quan 182–252 | Sun Quan 182–252 | Sun Quan 182–252 | Sun Quan 182–252 |  |  |                |                |                 |                 | Wang            | Wang            | Wang            | Wang            | Wang     | Wang     |          |          | Zhu Ju 194–250 | Zhu Ju 194–250 | Zhu Ju 194–250 | Zhu Ju 194–250 | Zhu Ju 194–250 | Zhu Ju 194–250 |           |           |         |         |  |  | Sun Xiaohu † 255 | Sun Xiaohu † 255 | Sun Xiaohu † 255 | Sun Xiaohu † 255 | Sun Xiaohu † 255 | Sun Xiaohu † 255 |
|                  |                  |                  |                  |                  |                  |  |  |                |                |                 |                 |                 |                 |                 |                 |          |          |          |          |                |                |                |                |                |                |           |           |         |         |  |  |                  |                  |                  |                  |                  |                  |
|                  |                  |                  |                  |                  |                  |  |  |                |                |                 |                 |                 |                 |                 |                 |          |          |          |          |                |                |                |                |                |                |           |           |         |         |  |  |                  |                  |                  |                  |                  |                  |
|                  |                  |                  |                  |                  |                  |  |  |                |                | Sun Xiu 235–264 | Sun Xiu 235–264 | Sun Xiu 235–264 | Sun Xiu 235–264 | Sun Xiu 235–264 | Sun Xiu 235–264 |          |          |          |          |                |                | Zhu † 265      | Zhu † 265      | Zhu † 265      | Zhu † 265      | Zhu † 265 | Zhu † 265 |         |         |  |  |                  |                  |                  |                  |                  |                  |
|                  |                  |                  |                  |                  |                  |  |  |                |                | Sun Xiu 235–264 | Sun Xiu 235–264 | Sun Xiu 235–264 | Sun Xiu 235–264 | Sun Xiu 235–264 | Sun Xiu 235–264 |          |          |          |          |                |                | Zhu † 265      | Zhu † 265      | Zhu † 265      | Zhu † 265      | Zhu † 265 | Zhu † 265 |         |         |  |  |                  |                  |                  |                  |                  |                  |
|                  |                  |                  |                  |                  |                  |  |  |                |                |                 |                 |                 |                 |                 |                 |          |          |          |          |                |                |                |                |                |                |           |           |         |         |  |  |                  |                  |                  |                  |                  |                  |
|                  |                  |                  |                  |                  |                  |  |  |                |                |                 |                 |                 |                 |                 |                 |          |          |          |          |                |                |                |                |                |                |           |           |         |         |  |  |                  |                  |                  |                  |                  |                  |
| Sun Wan † 265    | Sun Wan † 265    | Sun Wan † 265    | Sun Wan † 265    | Sun Wan † 265    | Sun Wan † 265    |  |  | Sun Gong † 265 | Sun Gong † 265 | Sun Gong † 265  | Sun Gong † 265  | Sun Gong † 265  | Sun Gong † 265  |                 |                 | Sun Mang | Sun Mang | Sun Mang | Sun Mang | Sun Mang       | Sun Mang       |                |                | Sun Bao        | Sun Bao        | Sun Bao   | Sun Bao   | Sun Bao | Sun Bao |  |  |                  |                  |                  |                  |                  |                  |

Die künftige Kaiserin Zhu war die Tochter von Zhu Ju (朱據) und Sun Xiaohu (孫小虎), einer Tochter von Sun Quan. Obwohl Frau Zhu damit Sun Xius Nichte war, verheiratete Sun Quan die beiden 250. Noch im selben Jahr verlor sie ihren Vater, der nach Xindu (新都, im heutigen Hangzhou, Zhejiang) verbannt wurde, weil er Sun Quan gebeten hatte, seinen Kronprinzen Sun He abzusetzen. Zhu Ju wurde auf dem Weg ins Exil ermordet. Nachdem Sun Xiu 252 zum Prinzen von Liangye ernannt worden war, wurde Frau Zhu Prinzessin. Sie begleitete ihn auf sein Lehen, zuerst nach Hulin (虎林, im heutigen Chizhou, Anhui), dann nach Danyang (丹陽, im heutigen Xuancheng, Anhui) und schließlich nach Kuaiji (會稽, im heutigen Shaoxing, Zhejiang).
255 verlor Prinzessin Zhu auch ihre Mutter. Sun Dahu (孫大虎) machte den Regenten Sun Jun glauben, dass Prinzessin Xiaohu ein Attentat auf ihn geplant habe. Prinzessin Xiaohu wurde hingerichtet. Sun Xiu bekam Angst und schickte seine Gemahlin zurück in die Hauptstadt Jianye (建業, heutiges Nanjing, Jiangsu) und bot an, sich von ihr zu trennen, aber Sun Jun lehnte ab und schickte Prinzessin Zhu zu Sun Xiu zurück.

## Als Kaiserin
Nachdem 258 Kaiser Liangs Versuch, den neuen Regenten Sun Lin zu stürzen, misslungen war, setzte Sun Lin den Kaiser ab und setzte an seiner statt Sun Xiu auf den Thron. Dieser machte seine Gemahlin jedoch trotz dem Drängen seiner Beamten erst 262 zur Kaiserin, und im selben Jahr ernannte er seinen Sohn Sun Wan zum Kronprinzen. Es ist nicht klar, ob Kaiserin Zhu auch nur einen der vier Söhne des Sun Xiu geboren hat.
Sun Xiu starb 264 und vertraute seinen Kronprinzen dem Premierminister Puyang Xing (濮陽興) an. Dieser beriet sich jedoch mit dem hohen Beamten Zhang Bu (張布) über die Zerstörung der Shu Han im Jahre zuvor, und sie kamen überein, dass das Volk einen erwachsenen Kaiser brauchte. (Wie alt Prinz Wan zu dieser Zeit war, ist nicht bekannt, aber Sun Xiu starb im Alter von 29 Jahren, so dass Sun Wan kaum über zehn Jahre alt gewesen sein kann.) Auf Vorschlag des Generals Wan Yu (萬彧), der mit Sun Hao (dem Sohn des Kronprinzen Sun He und Marquis von Wucheng) befreundet war, wählten sie ihn zum Nachfolger. Als sie der Kaiserinwitwe Zhu davon berichteten, soll sie gesagt haben:
„Ich bin nur eine Witwe. Was weiß ich schon über wichtige Staatsangelegenheiten? Solange dem Reich kein Schade entsteht und die Kaiser angemessen verehrt werden, bin ich zufrieden.“

## Unter Sun Hao
Puyang und Zhang erklärten dann Sun Hao zum Kaiser von Wu, was sich jedoch als fatale Misswahl herausstellen sollte. Er ließ Puyang und Zhang einsperren und hinrichten, als sie sich mit seiner Regierung unzufrieden zeigten. Noch im Jahr seiner Thronbesteigung degradierte er die Kaiserinwitwe Zhu zur Kaiserin Jing und ernannte seine Mutter Konkubine He zur Kaiserinmutter. Im Jahr 265 zwang Sun Hao die Kaiserin Jing zum Selbstmord und tötete Sun Xius zwei älteste Söhne (den vormaligen Kronprinze Sun Wan und Sun Gong, den Prinzen von Ru'nan). Die Kaiserin Jing erhielt ein unangemessenes Begräbnis, wurde aber bei ihrem Gemahl Sun Xiu bestattet.
| Vorgänger | Amt                              | Nachfolger |
| --------- | -------------------------------- | ---------- |
| Quan      | Kaiserin der Wu-Dynastie 262–264 | Teng       |

| Personendaten    | Personendaten                        |
| ---------------- | ------------------------------------ |
| NAME             | Zhu                                  |
| ALTERNATIVNAMEN  | 朱皇后 (chinesisch)                  |
| KURZBESCHREIBUNG | chinesische Kaiserin der Wu-Dynastie |
| GEBURTSDATUM     | 3. Jahrhundert                       |
| STERBEDATUM      | 265                                  |